# Алтыпара
Алтыпари́нское вольное общество или Микрахское общество (лезг. Миграгърин кIватIал) — лезгинское государственное образование, существовавшее на территории Южного Дагестана с 1630 года по 1839 год. По данным Ф. Ф. Симоновича, Главным пунктом вольного общества было село сел. Каракюре, Х.-М. Хашаев писал, что им было сел. Микрах.

## География
Алтыпаринское вольное общество располагалось на самом юге Дагестана. Северной границей вольному обществу служила река Самур, с юга Алтыпару ограничивали отроги Главного Кавказского хребта. С запада Алтыпара граничила с Докузпаринским вольным обществом. Восточным соседом общества являлось Тагирджальское вольное общество и Кубинское ханство.

## Административно-территориальное деление
Вольное общество состояло из следующих селений: Микрах, Каракюре, Куруш, Текипиркент, Мака, Каладжух.

## История
Алтыпаринское вольное общество было образовано в 1630 году и просуществовало вплоть до присоединения Самурской долины к Российской империи в 1839 году. В отдельные времена Алтыпаре подчинялись сёла Мискинджа и Ихир. В отдельные периоды центр вольного общества находился в Каракюре, Мискиндже и даже Ихире.

### Вхождение в состав России
В феврале 1811 года Алтыпаринское вольное общество вступила в подданство Российской империи на следующих условиях: 1) вольные общества признают над собой только власть России, находящейся в Кубе; 2) царская администрация гарантирует сохранность поголовья на зимних пастбищах в Кубе, Шеки и других местах, за что общества обязуются отдавать «с каждой сотни баранов одного в казну». В наше время территория Алтыпаринского вольного общества входит в состав Докузпаринского района Республики Дагестан.

## Политическое устройство
Для обсуждения общественных дел аксакалы всех селений Алтыпары собирались в столице вольного общества — селе Микрах. Будучи столицей, Микрах являлся резиденцией главы вольного общества — Кавхи. Селения Микрах, Каракюре и Куруш имели своих аксакалов и по одному чавушу. Сёла Текипиркент и Каладжух управлялись не микрахскими аксакалами, а макинскими и каракюринскими. Аксакалы в сёлах Микрах, Каракюре и Куруш выбирались не из числа тухумов, а от сельских кварталов. Отличительной чертой Алтыпары в отличие от остальных самурских вольных обществ заключалось в том, что членство в Алтыпаринском вольном обществе не подразумевало под собой военный союз между входившими в него сёлами. Военная помощь друг другу являлась добровольным делом каждого села. Однако чаще всего сёла оказывали друг другу военную помощь.
В джамаатах Алты-пара не было ни беков, ни ханов.

## Население
Алтыпаринское вольное общество имело моноэтничный состав — во всех сёлах проживали лезгины, исповедовали алтыпаринцы ислам суннитского толка.

Про лезгинское общество Алтыпара И. Г. Гербер писал: 
«И хотя они все воры и грабежники, однако ж в Кубе нападения и воровства никакого не чинят, чтоб чрез то волю не потерять, пшена и пшеницу тамо доставать и менять; токмо свой воровской промысел употребляют далее в горах и к Грузии».

	
О вооружении и воинских достоинствах алтыпаринских лезгин, Гербер писал:
Они употребляют оружие огнестрельное, добрые сабли и много панциров, люди смелые и огня не боязливые.